# Embioptera
Los embiópteros (Embioptera) o embiidinos (Embiidina) son un orden de insectos neópteros de pequeño tamaño, tegumento fino y blando, y coloración de amarillenta a marrón oscuro. Se han descrito unas 300 especies, principalmente tropicales.
Se caracterizan por tener patas con fémures engrosados, lo que les da un aspecto de "insecto musculoso". Estos fémures tienen dentro grandes músculos que le sirven al animal para caminar adelante y atrás en los túneles sedosos que construyen; tienen los tarsos anteriores modificados y provistos de glándulas productoras de seda. Las hembras nunca tienen alas, y los machos pueden tenerlas o no. Los dos pares de alas son casi iguales en cuanto a forma y tamaño, y su rigidez varía (son duras cuando vuelan y se ablandan cuando caminan en sus túneles).
Normalmente son gregarios. Las ninfas y las hembras adultas se alimentan de vegetales, y se cree que los machos adultos no se alimentan, en cuyo caso la presencia de piezas bucales serviría para sujetar a la hembra durante la cópula.

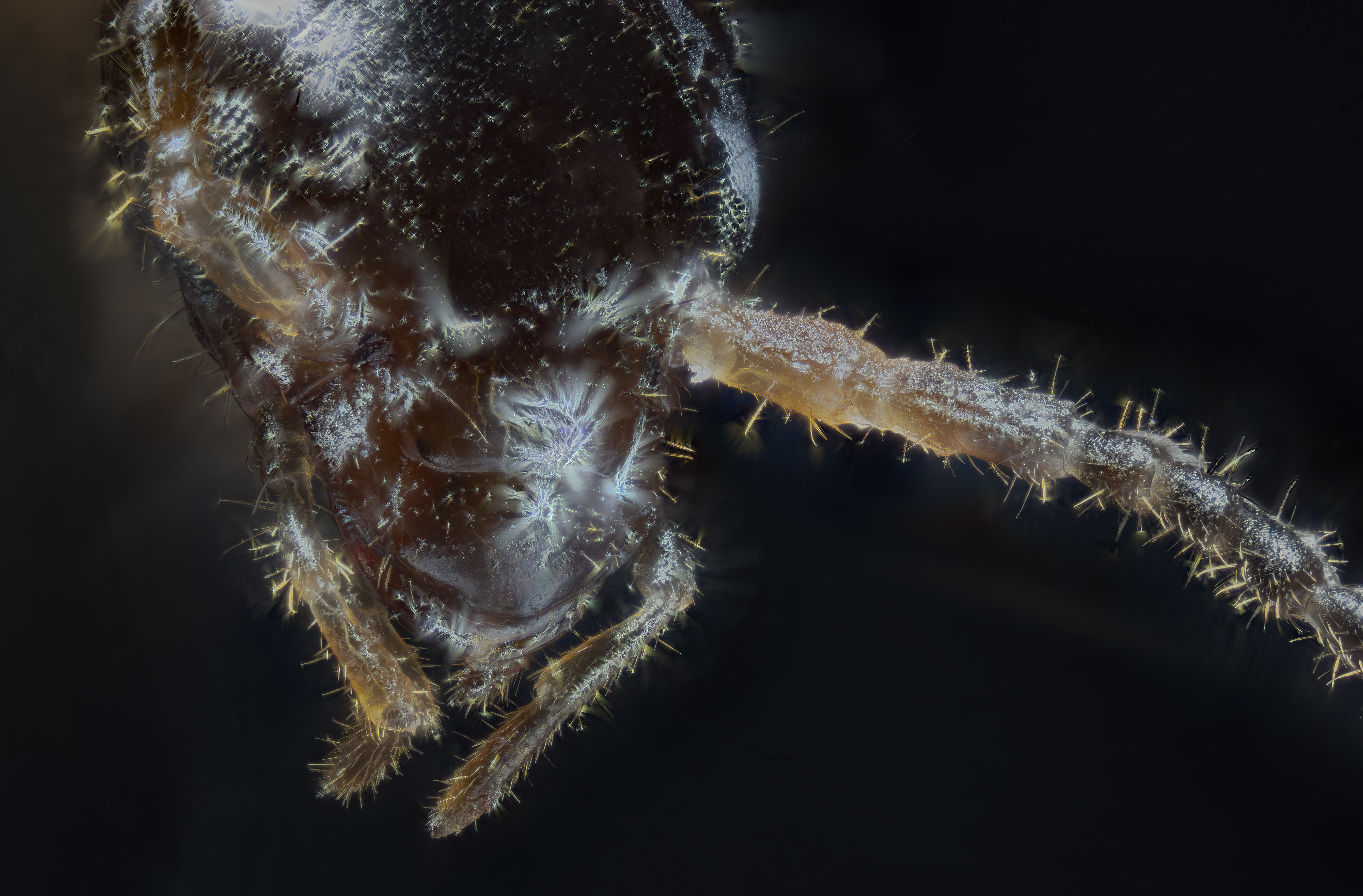
Cabeza de Embioptera

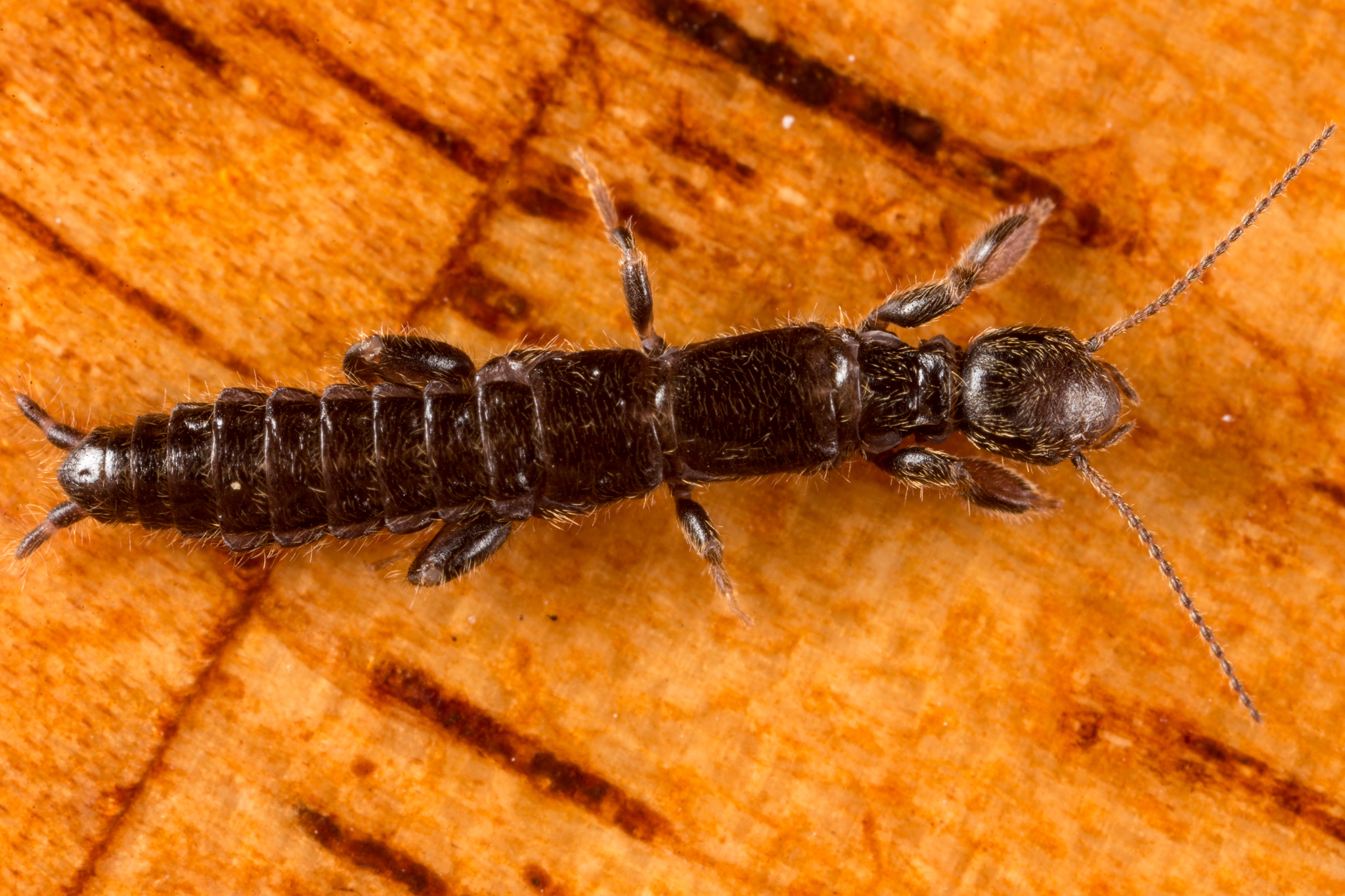
Metoligotoma tasmanica, un embióptero endémico de Tasmania
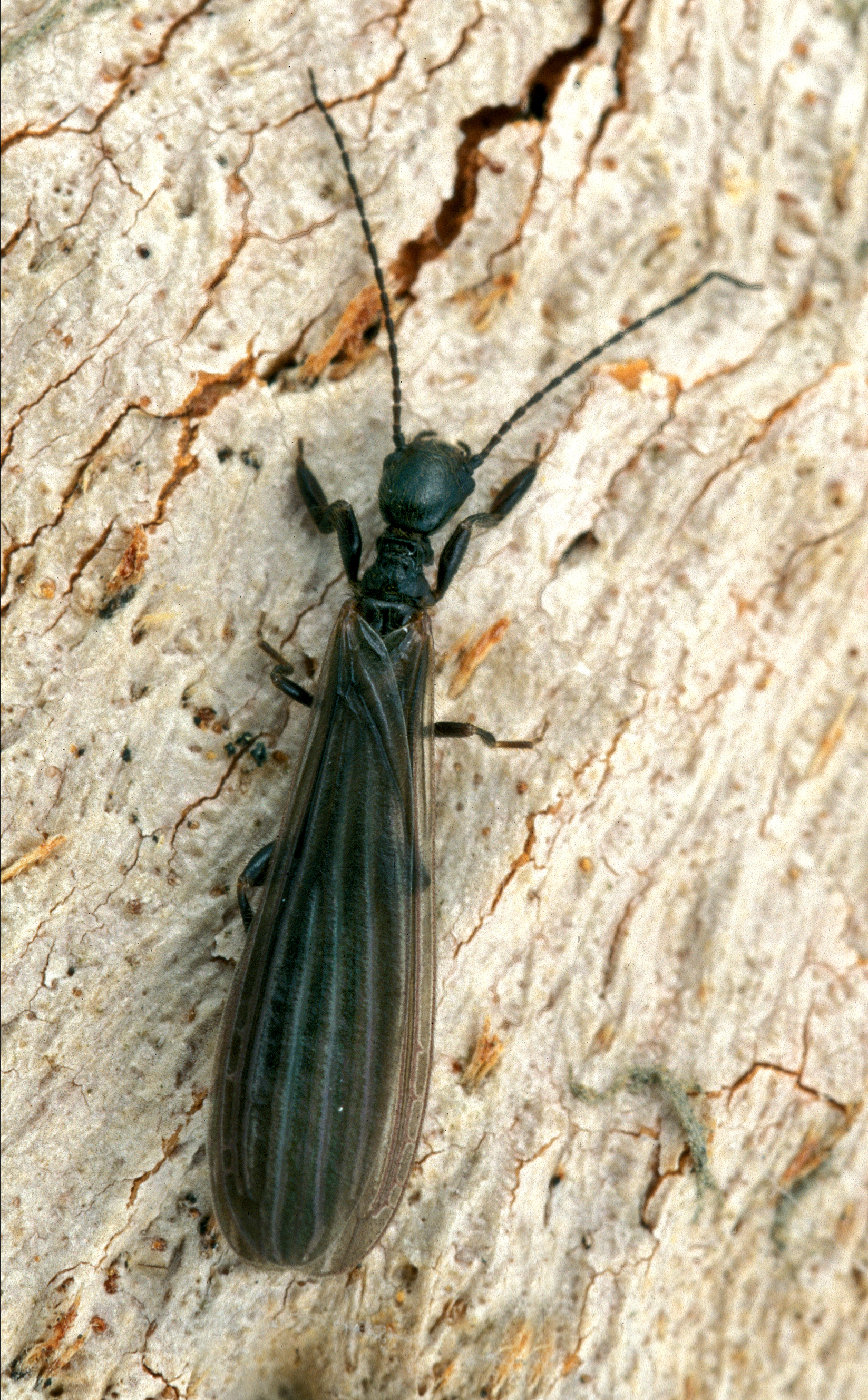
Macho, alado, de un embióptero sin identificar
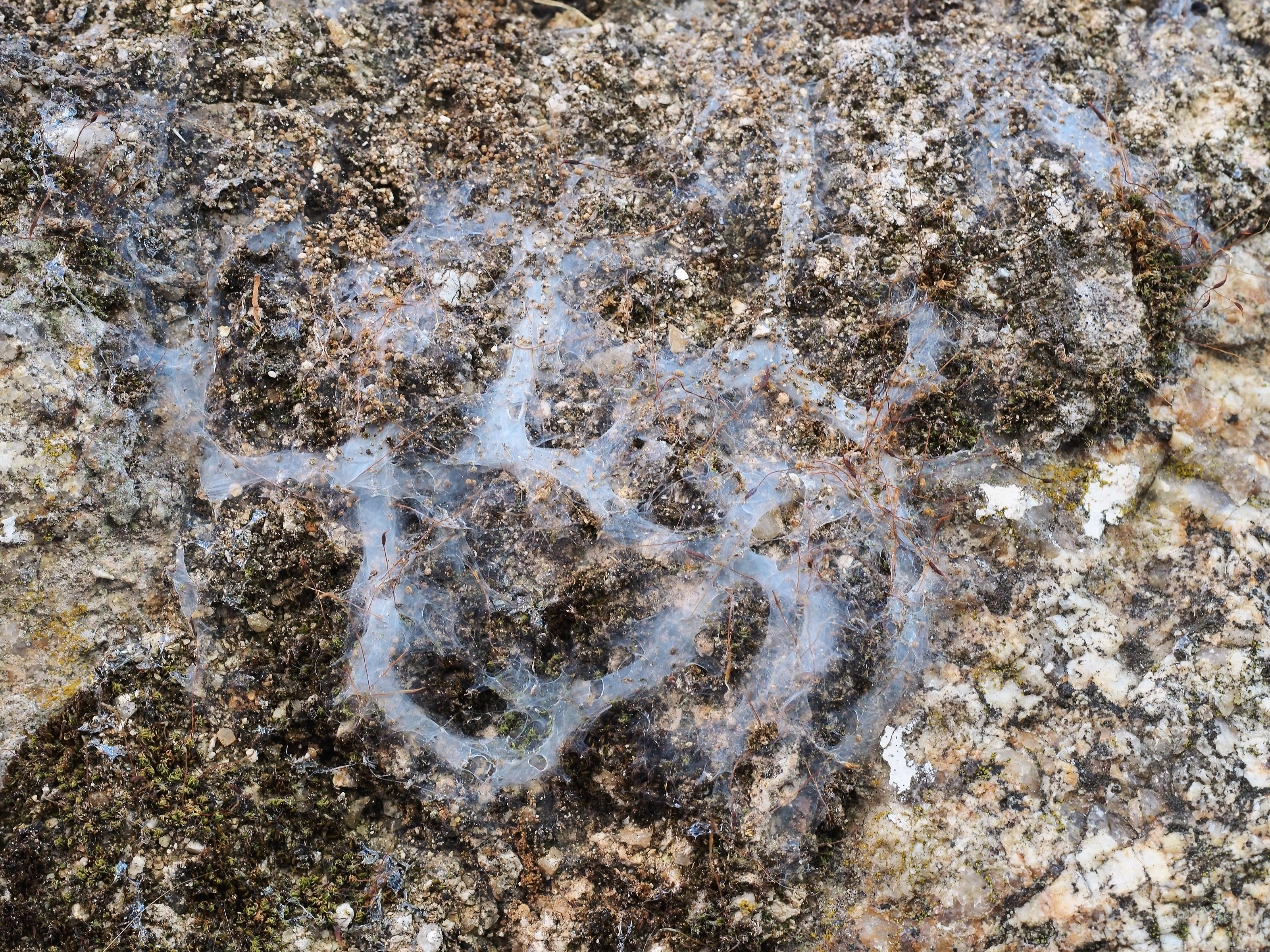
Red de túneles sobre una valla de piedra